# Gerard Bucknall

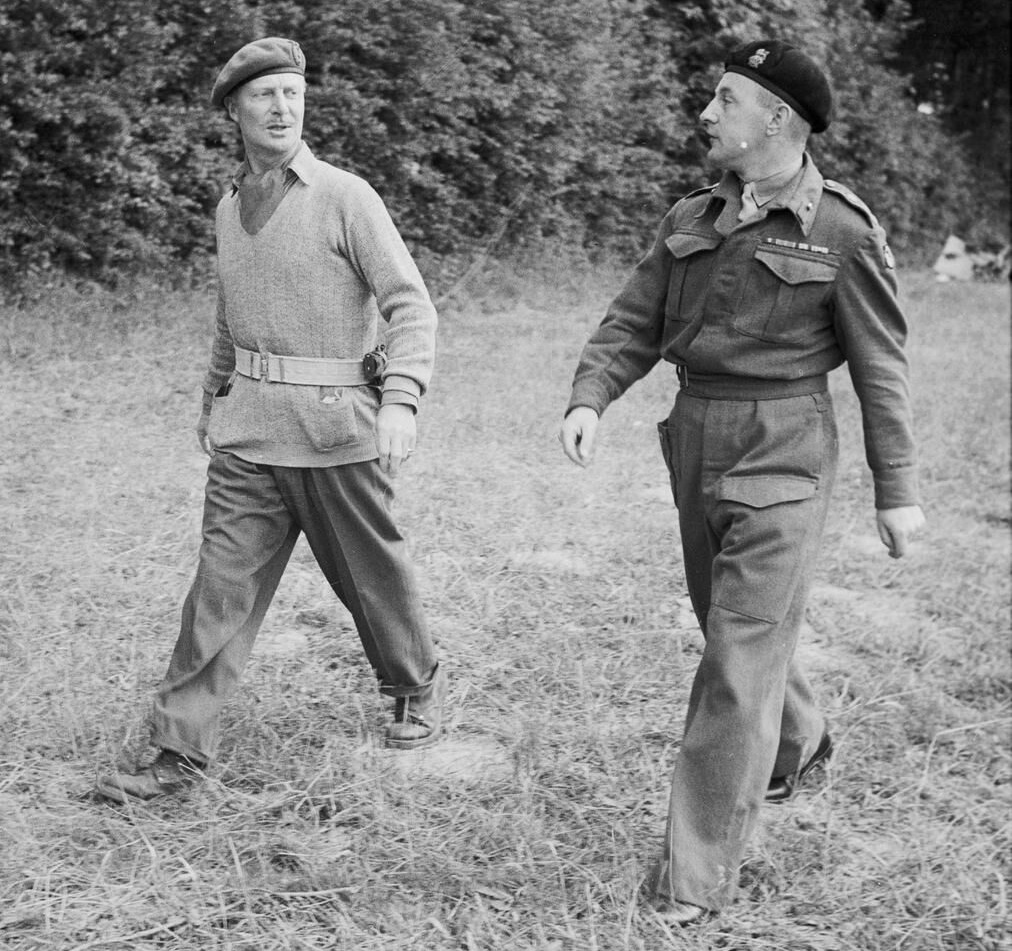
Generalleutnant Gerard Bucknall (links) mit Brigadegeneral Harold Pyman in der Normandie (1944).

Gerard „Jerry“ Corfield Bucknall, CB, MC&Bar (* 14. September 1894 in Rock Ferry, Cheshire; † 7. Dezember 1980 in Cheam, London Borough of Sutton, London) war ein britischer Offizier der British Army, der unter anderem April und Juli 1943 Kommandierender General des I. Korps (General Officer Commanding, I Corps), von Januar bis Juli 1944 Kommandierender General des XXX. Korps (XXX Corps) sowie zwischen 1944 und 1947 Kommandeur des Militärbezirks Nordirland (District Officer Commanding, Northern Ireland District) war. Er war zudem von 1952 bis 1959 Colonel des Middlesex Regiment (Duke of Cambridge’s Own) sowie zwischen 1963 und 1965 Lord Lieutenant der Grafschaft Middlesex, ehe er von 1965 bis 1970 als Assistant Lord-Lieutenant of Greater London fungierte.

## Leben

### Offiziersausbildung, Erster Weltkrieg und Zwischenkriegszeit
Gerard „Jerry“ Corfield Bucknall, Sohn von Harry Corfield Bucknall und Alice Frederica Oakshott, begann nach dem Besuch der Repton School und der West Downs School 1913 eine Offiziersausbildung am Royal Military College Sandhurst. Nach Abschluss der Ausbildung am 25. Februar 1914 trat er als Leutnant (Second Lieutenant) in das Middlesex Regiment (Duke of Cambridge’s Own) ein. Während des Ersten Weltkrieges diente er im 1. Bataillon des Middlesex Regiment an der Westfront in Frankreich und Belgien. Nachdem er ihm am 5. Oktober 1914 zunächst der vorübergehende Rang eines Oberleutnants (Temporary Lieutenant) verliehen wurde, erfolgte am 11. Dezember 1914 seine Beförderung zum Oberleutnant Lieutenant. Er nahm an der Schlacht an der Somme (1. Juli bis 18. November 1916) teil und übernahm am 25. August 1916 kommissarisch den Posten als Kommandeur des 1. Bataillons des Middlesex Regiment, wofür er mit dem Military Cross (MC) ausgezeichnet wurde. Im Anschluss war er vom 16. Juni 1917 bis zum Kriegsende am 11. November 1917 Brigade Major der zur 38th (Welsh) Infantry Division gehörenden 114th Brigade. Für seine Verdienste in dieser Zeit erhielt er eine Spange (Bar) zum Military Cross und wurde zudem im Kriegsbericht erwähnt (Mentioned in dispatches).
In der Zwischenkriegszeit diente Bucknall zunächst mit dem 1. Bataillon des Middlesex Regiment in Deutschland sowie im ägyptischen Heer. Anschließend kehrte er zum 1. Bataillon des Middlesex Regiment zurück und blieb beim Bataillon, bis er von 1928 bis 1929 das Staff College Camberley besuchte. Zu seinen Kommilitonen dort gehörten John Harding, Gerald Templer, Richard McCreery, Gordon MacMillan und Alexander Galloway. Nach einer darauf folgenden Verwendung in seinem Regiment, war er vom 21. Januar 1931 bis zum 30. August 1932 Generalstabsoffizier der 3. Klasse GSO3 (General Staff Officer Grade 1) im Kriegsministerium (War Office). Anschließend übernahm er zwischen August 1932 und Dezember 1935 den Posten als Kompaniechef einer Kadettenkompanie am Royal Military College in Sandhurst. Nachdem ihm am 1. Januar 1936 der Brevet-Rang eines Oberstleutnants (Brevet Lieutenant-Colonel) verliehen wurde, besuchte er das Royal Naval College in Greenwich. Nach Beendigung seiner dortigen Ausbildung war er zwischen dem 13. März 1937 und dem 12. April 1939 selbst Instrukteur am Royal Military College of Canada (RMC) sowie im Anschluss von April und Juli 1939 Kommandeur des 2. Bataillons des Middlesex Regiment.

### Zweiter Weltkrieg
„Jerry“ Bucknall wurde am 1. August 1939 zum Oberst (Colonel) befördert, wobei die Beförderung auf den 1. Januar 1939 zurückdatiert wurde, und war im Anschluss zwischen dem 1. August 1939 und dem 29. Februar 1940 zunächst Assistierender Generalquartiermeister (Assistant Quartermaster-General) sowie daraufhin vom 1. März bis 11. Juni 1940 Assistierender Generaladjutant und Generalquartiermeister (Assistant Adjutant & Quartermaster-General) im Kriegsministerium. Nach einer kurzzeitigen Verwendung vom 14. bis 25. Juni 1940 als Assistierender Generaladjutant der Britischen Expeditionsstreitkräfte BEF (British Expeditionary Force) in Frankreich. Nach einer kurzen Verwendung zwischen dem 27. Juni und dem 9. August 1940 als Kommandeur einer Freiwilligeneinheit zur lokalen Verteidigung, erhielt er am 10. August 1940 den kommissarischen Dienstgrad eines Brigadegenerals (Acting Brigadier) und war daraufhin vom 10. August 1940 bis zum 28. Juli 1941 Kommandeur (Commanding Officer) der 138th Infantry Brigade. In dieser Verwendung wurde ihm am 10. Februar 1941 der vorübergehende Rang eines Brigadegenerals (Temporary Brigadier) verliehen.
Nachdem ihm am 29. Juli 1941 der kommissarische Dienstgrad eines Generalmajors (Acting Major-General) verliehen wurde, war Bucknall als Nachfolger von Generalmajor Bevil Wilson vom 29. Juli 1941 bis zu seiner Ablösung durch Generalmajor Robert Knox Ross am 11. September 1942 Kommandeur GOC (General Officer Commanding) der 53rd (Welsh) Infantry Division und erhielt am 29. Juli 1942 auch den vorübergehenden Rang eines Generalmajors (Temporary Major-General). Am 12. September 1942 erhielt er den kommissarischen Dienstgrad eines Generalleutnants (Acting Lieutenant-General), woraufhin er Nachfolger von Generalleutnant John Crocker als Kommandierender General des XI. Korps (General Officer Commanding, XI Corps) wurde. Auf diesem Dienstposten verblieb er bis zum 12. April 1943 und wurde daraufhin von seinem ehemaligen Kommilitonen Generalleutnant Gerald Templer abgelöst. Er selbst übernahm am 13. April 1943 von Generalleutnant Frederick E. Morgan den Posten als Kommandierender General des I. Korps (General Officer Commanding, I Corps) und hatte diesen bis zum 29. Juli 1943 inne, woraufhin Generalleutnant John Crocker seine Nachfolge antrat. Für seine Verdienste wurde er am 2. Juni 1943 Companion des Order of the Bath (CB). Nach Beendigung dieser Funktion wurde er am 29. Juli 1943 in den vorübergehenden Dienstgrad eines Generalmajors (Temporary Major-General) zurückversetzt und war im Anschluss als Nachfolger von Generalmajor Horatio Berney-Ficklin vom 30. Juli 1943 bis zu seiner Ablösung durch Generalmajor Philip Gregson-Ellis am 26. Januar 1944 Kommandeur der in Italien eingesetzten 1. Infanteriedivision (1st Division). Mit dieser nahm er an der Operation Husky (10. Juli bis 17. August 1943) sowie der Operation Baytown (3. bis 10. September 1943) teil und wurde am 21. Dezember 1943 zum Generalmajor (Major-General) befördert.
Am 27. Januar 1944 erhielt Bucknall abermals den kommissarischen Dienstgrad eines Generalleutnants (Acting Lieutenant-General) und war als Nachfolger von Generalleutnant Sir Oliver Leese bis zu seiner Ablösung durch Generalleutnant Brian Horrocks am 3. August 1944 Kommandierender General des XXX. Korps (XXX Corps). In dieser Verwendung wurde ihm am 11. März 1944 wieder der vorübergehende Rang eines Generalleutnants (Temporary Lieutenant-General) verliehen und er nahm in dieser Funktion an der Schlacht um Caen (6. Juni bis 15. August 1944) teil. Kurz vor Ende dieser Schlacht wurde am 3. August 1944 die vorübergehende Aufgabenwahrnehmung als Generalleutnant zurückgenommen, woraufhin er am 1. November 1944 als Generalmajor Nachfolger von Generalmajor Alan Cunningham als Kommandeur des Militärbezirks Nordirland (District Officer Commanding, Northern Ireland District) wurde. Diesen Dienstposten bekleidete er bis Dezember 1947 und wurde daraufhin von Generalmajor Ouvry Lindfield Roberts abgelöst. Am 4. März 1948 trat er in den Ruhestand und erhielt zugleich den Ehrenrang eines Generalleutnants (Honorary rank of Lieutenant-General). Er war zudem vom 22. April 1952 bis zum 1. August 1959 Colonel des Middlesex Regiment (Duke of Cambridge’s Own) sowie zwischen 1963 und 1965 Lord Lieutenant der Grafschaft Middlesex, ehe er von 1965 bis 1970 als Assistant Lord-Lieutenant of Greater London fungierte.
Aus seiner 1925 geschlossenen Ehe mit Kathleen Josephine Moore-Burt zwei Söhne und eine Tochter hervor.